# Wilhelm Björkgren
Gustaf Wilhelm Björkgren, född 15 maj 1847, död 29 juni 1917, var en svensk tonsättare, violinist, kyrkomusiker och musikpedagog.
Björkgren studerade vid Kungliga Musikkonservatoriet och avlade musikdirektörsexamen 1870. Han var sånglärare i Jakobs och Johannes folkskolor i Stockholm 1867–1871, violinist vid Kungliga dramatiska teatern och Mindre teatern 1866–1871, organist och kantor i Gävle stadsförsamling från 1870, musik- och sånglärare vid Gävle läroverk 1872–1912 och dirigent för Musiksällskapet Concordia från 1882. Han invaldes som associé nr 117 av Kungliga Musikaliska Akademien den 26 april 1906 och som ledamot 531 den 24 februari 1910.